# Borgmestre i Thorshavn
Borgmestre i Thorshavn er en liste over borgmestre i Tórshavn Kommune, på Færøerne, i perioden 1904 − 2013.  
Alle har tilhørt et af Færøernes politiske partier (men disse har opstillet lister med ret varierende navne), og flertallet har siddet på Lagtinget i kortere eller længere perioder. 
Mange af borgermestrene har haft baggrund som allerede fremtrædende personer i lokalsamfundet før de blev indsat i embedet. 
Syv var forretningsfolk (direktører, købmænd, skibsredere og prokurister), tre var offentlig ansatte (arkivar, bibliotekar, lærer), to var økonomer (regnskabsførere og revisorer), én var sysselmand, én var apoteker, én var journalist, én var sekretær, én var arkitekt, den Tidligere har baggrund som forsikringsagent, og  den nuværende baggrund som gymnasielærer.
Borgermestrene er som regel tiltrådt ved årsskiftet, efter at kommunestyrevalg og det konstituerende kommunestyremøde har fundet sted et par måneder før.

## Borgmestre
| Periode   |  | Navn                  | Liste               | Erhverv          | Levetid   |
| --------- |  | --------------------- | ------------------- | ---------------- | --------- |
| 1904–1909 |  | Olaf Finsen           | Uafhængig           | Apoteker         | 1859–1937 |
| 1909–1912 |  | Mads Andrias Winther  | Framburðsfelagið    | Sysselmand       | 1871–1923 |
| 1913–1920 |  | Søren E. Müller       | Føroya Væl          | Skibsreder       | 1856–1922 |
| 1921–1922 |  | Anton Degn            | Føroya Væl          | Arkivar          | 1871–1950 |
| 1922–1924 |  | H.C.W. Tórgarð        | Føroya Væl          | Arkitekt         | 1885–1957 |
| 1925–1928 |  | Valdemar Lützen       | Føroya Væl          | Købmand          | 1878–1957 |
| 1929–1932 |  | Johannes O. Joensen   | Føroya Væl          | Prokurist        | 1885–1955 |
| 1933–1944 |  | Mads Andreas Jacobsen | Framburðsfelagið    | Bibliotekar      | 1891–1944 |
| 1944–1948 |  | Johan Pauli Henriksen | Arbeiðsmannafelagið | Regnskabsfører   | 1902–1980 |
| 1949–1951 |  | Kjartan Mohr          | Framburðsfelagið    | Direktør         | 1899–1979 |
| 1952–1957 |  | Johan Pauli Henriksen | Javnaðarlistin      | Regnskabsfører   | 1902–1980 |
| 1958–1967 |  | Sigfried Skaale       | Fólkaflokkurin      | Revisor          | 1906–1977 |
| 1968–1969 |  | Peter F. Christiansen | Sambandsflokkurin   | Direktør         | 1923–     |
| 1970      |  | Hanus við Høgadalsá   | Tjóðveldisflokkurin | Direktør         | 1913–1998 |
| 1971      |  | Kjartan Mohr          | Framburðsflokkurin  | Direktør         | 1899–1979 |
| 1972–1980 |  | Petur Christiansen    | Fólkaflokkurin      | Maskinmester     | 1923–2006 |
| 1981–1992 |  | Poul Michelsen        | Fólkaflokkurin      | Direktør         | 1944–     |
| 1993–1996 |  | Lisbeth L. Petersen   | Sambandsflokkurin   | Sekretær         | 1939–     |
| 1997–2000 |  | Leivur Hansen         | Tjóðveldisflokkurin | Journalist       | 1951–     |
| 2001–2004 |  | Jan Christiansen      | Fólkaflokkurin      | Lærer            | 1958–     |
| 2005-2016 |  | Heðin Mortensen       | Javnaðarflokkurin   | Forsikringsagent | 1946–     |
| 2017-2020 |  | Annika Olsen          | Fólkaflokkurin      | Lærer cand.mag.  | 1975-     |
| 2021-2024 |  | Heðin Mortensen       | Javnaðarflokkurin   | Forsikringsagent | 1946–     |
| 2025-     |  | Elsa Berg             | Tjóðveldi           |                  | 1996–     |